# Palicourea lasiantha
Palicourea lasiantha är en måreväxtart som beskrevs av Kurt Krause. Palicourea lasiantha ingår i släktet Palicourea och familjen måreväxter. Inga underarter finns listade i Catalogue of Life.